# Noddy en el país de los juguetes
Noddy en el país de los juguetes (en España, ¡Ya llega Noddy!, y en inglés, Noddy's Toyland Adventures) es un programa de televisión británico para niños que se emitió Treehouse TV desde septiembre de 1992 hasta enero de 1993 y diciembre de 1994, y de nuevo en 1999 por la BBC. Fue producido por Cosgrove Hall Films en animación en volumen.

## Personajes deNoddy en el país de los juguetesy de¡Ya llega Noddy!

### Personajes principales
- Noddy: es un pequeño niño de madera al que le encanta jugar. Lleno de entusiasmo y de una curiosidad insaciable, Noddy siempre es bienvenido en el país de los juguetes gracias a su buen sentido del juego limpio y su gran corazón.
- Tessie: es una osa, es la mejor amiga de Noddy. Con su inteligencia y bondad, Tessie muestra el valor de la amistad y el respeto a los demás. Como se puede esperar de un oso que vive en una cesta de pícnic, la puerta siempre está abierta en la casa de Tessie.
- Bompi: es un perro y es el amigo más fiel de Noddy. Es valiente, leal y muy divertido, capaz de involucrarse en cualquier situación sin apenas pensar las consecuencias.

### Personajes recurrentes
- Orejotas: es un mágico y afable gnomo que vive en el límite del Bosque Encantado. A Noddy le encanta visitar a su viejo amigo, quien siempre lo recibe con una gran sonrisa, una historia y algunos hechizos de gnomo.
- Oficial Poli: es el encargado de mantener contentos a los residentes de la Ciudad de los Juguetes. Una tarea que implica alejar a los gruñones duendes Pillo y Gobo.
- Genio: se mudó de la Ciudad de los Robots para encargarse del garaje. Es una especie de recién llegado que todavía se está acostumbrando a la vida en la Ciudad de los Juguetes.
- Pilo y Globo: son dos duendes muy gruñones que no paran de causar problemas en la Ciudad de los Juguetes. Odian que las demás personas se diviertan y no hay nada que les guste más que una noche aburrida en su casa del árbol.
- Sr. Wobbly: es un señor de forma redonda, le encanta comer gelatina y pasa todo el día en el lugar esperando que preparen estas. Tiene una gran amistad con Noddy y Tessie, y suele ser parte de sus aventuras.
- Sr. Jumbo: es un elefante con orejas grandes y es alto. También es amigo de Noddy, y lo suele acompañar en ocasiones muy menores.
- Ratón Relojero: es un ratón que es especialista en reparación de relojes. Un gran amigos de todos en la ciudad, y uno de los más amistosos.
- Los muñecos de madera: Son seis pequeños  que les encanta jugar con Noddy y su perro Bompi. Cinco son iguales, pero uno posee lentes.
- Madre de los muñecos: es la madre de los cuatrillizos. Es una madre muy atenta, preocupada por sus hijos. Ella en ocasiones invita a Noddy a entretener a sus niños.
- '"La Hada"': es la ayudante del robot Genio. Todo lo que lleva es rosa, y tiene un poder mágico. Es un poco torpe, pero es muy buena amiga.
- Dina: es una muñeca dueña de una tienda de accesorios en la ciudad. Su tienda tiene cualquier tipo de cosas.
- Sr. Chispas: es un mecánico que trabaja arreglando cualquier tipo de cosas. Es muy positivo y generoso. Su reemplazo en la nueva serie es Genio.
- Mona Marta: es una mona bromista y loca. Le encanta hacerle bromas a los demás pero a la vez solo quiere tener amigos.
- Osito Gordito: es un oso muy juguetón. Le encanta comer, y es muy buena persona con los demás.
- Gata Rosa: es la dueña de una tienda de batidos. Es muy elegante, firme y con actitud delicada, lo que la hace una "gata con clase". Los batidos que venden son los mejores de la ciudad.

- Datos: Q11792691